# لودفيغ كونغ
لودفيغ كونغ هو مصارع هاوي سويسري، ولد في 17 سبتمبر 1965.

## وصلات خارجية
- لودفيغ كونغ على موقع قاعدة بيانات المصارعة الدولية (الإنجليزية)
- لودفيغ كونغ على موقع أوليمبيديا (الإنجليزية)